# True Confessions of a Hollywood Starlet
True Confessions of a Hollywood Starlet (no Brasil "As Confissões de uma Estrela de Hollywood"), é um telefilme norte-americano, de drama e comédia, baseado em um romance para jovens adultos de mesmo nome, do autor Lola Douglas. O filme é estrelado pela cantora e atriz JoJo e a vencedora do globo de ouro, Valerie Bertinelli, e foi dirigido por Tim Matheson. Foi lançado em 9 de agosto de 2008 no canal Lifetime.

## Sinopse
A atriz adolescente Morgan Carter (Joanna "JoJo" Levesque) é uma verdadeira princesinha de Hollywood, até o dia em que seus hábitos festeiros começam a atrapalhar completamente sua vida. Depois de causar muitas polêmicas, a mãe de Morgan decide que a filha precisa levar uma vida normal, longe de Hollywood, sem mimos ou luxo, por isso a manda para morar com sua tia Trudy (Valerie Bertinelli), nos campos de Fort Wayne, Indiana. Com uma nova aparência, um novo nome e seu conforto privado (ou seja, dinheiro), Morgan vai parar em uma escola secundária suburbana, onde tenta se misturar com os novos colegas que aparentemente não assistem televisão ou lêem revistas. Enquanto isso os paparazzi, tentam descobrir de todas as formas onde a atriz está.

## Trilha Sonora
A trilha sonora do filme conta com músicas como "Bubbly" de Colbie Caillat, "S.O.S." da cantora Rihanna, "Funplex" da banda The B-52 e "My World" da banda de metal Emigrate.